# Blue Light (David Gilmour)
„Blue Light“ je druhý singl britského kytaristy a zpěváka Davida Gilmoura, který je známý především jako člen art rockové skupiny Pink Floyd. Singl byl vydán na jaře 1984 (viz 1984 v hudbě). Singl se v americké hitparádě Billboard Hot 100 umístil na 62. místě, v žebříčku Hot Mainstream Rock Tracks se vyšplhal na 35. pozici.
Disco píseň „Blue Light“ je často v různých hlasováních označována za nejhorší sólovou skladbu členů Pink Floyd. Na standardním sedmipalcovém singlu se nachází v mírně upravené a zkrácené verzi než na albu About Face. Dvanáctipalcové EP obsahuje „Blue Light“ v albové verzi. Na B stranách obou verzí se nachází píseň „Cruise“ ze stejného alba.

## Seznam skladeb

### 7" verze
1. „Blue Light (Single Edit)“ (Gilmour) – 3:52
2. „Cruise“ (Gilmour) – 4:40

### 12" verze
1. „Blue Light“ (Gilmour) – 4:35
2. „Cruise“ (Gilmourn) – 4:40